# نشانه فون گرفه
نشانهٔ فون گِـرِفه (آلمانی: von-Graefe-Zeichen؛ ‏انگلیسی: Von Graefe's sign) تأخیر حرکتی پلک فوقانی در هنگام حرکت چشم به سمت پایین است که نشان‌دهندۀ گواتر اگزوفتالمیک (بیماری گریوز) است. نشانهٔ فون گِـرِفه یک نشانهٔ دینامیک است، در حالی که تأخیر پلک یک نشانهٔ استاتیک است که ممکن است در عقب‌افتادگی سیکاتریک پلک یا افتادگی پلک مادرزادی نیز وجود داشته باشد. نشانهٔ فون گِـرِفه را نخستین بار چشم‌پزشک برجستۀ آلمانی آلبرشت فون گرفه تشریح کرد.
«نشانهٔ فون گِـرِفه کاذب» نشانهٔ مشابهی است که در آن تأخیر حرکتی وجود دارد؛ اما علتش بازسازی نابجای رشته‌های عصب حرکتی چشمی در ماهیچهٔ بالابرنده پلک فوقانی است که در پارامیتونی مادرزادی رخ می‌دهد. نشانهٔ فون گِـرِفه کاذب معمولاً فقط در یک چشم ظاهر می‌شود، اما گاهی ممکن است آن را در هر دو چشم هم دید. دلیل درگیری تک‌چشمی آن هنوز مشخص نیست.